# Parapholis pycnantha
Parapholis pycnantha är en gräsart som först beskrevs av Eduard Hackel, och fick sitt nu gällande namn av Charles Edward Hubbard. Enligt Catalogue of Life ingår Parapholis pycnantha i släktet ormaxsläktet och familjen gräs, men enligt Dyntaxa är tillhörigheten istället släktet ormaxsläktet och familjen gräs. Arten har ej påträffats i Sverige. Inga underarter finns listade i Catalogue of Life.